# 跃进渠 (民勤县)
跃进渠，中华人民共和国甘肃省民勤县红崖山水库向下游输水的主干道，全长约130千米。

## 历史
1957年12月9日，跃进总干渠建设工程开工，集结2500名民工开始炸山采石，在冻土间开挖土渠。由于条件艰苦，工委会多次在工地上召开民工大会，由工委会负责人作报告，向民工反复讲解工程意义，提高民工的劳动积极性。1958年3月7日，中国人民解放军某工兵连到工地，次日投入开山炸石工作，其创造的“三角打锤法”大幅提高了工作效率。3月18日，民勤中学和民勤初级中学的401名师生到工地搬运石头半日。3月20日前后，由179名复员军人组成的苦战先锋队到工地加入施工，成为工地上带动民工的尖兵先锋队。4月7日，工地已有民工8723人，胶皮大车173辆，木轮大车1380辆，架子车471辆，骆驼579峰。至4月7日，已完成炸山采石16072立方米，拉运石头12583立方米，挖填土方101603立方米，挖胶泥1480立方米，拉沙子395立方米，压沙53.7亩。
1958年8月16日，中共民勤县跃进渠委员会成立，唐德寿任书记，范良玉任副书记。1959年4月，修建渠道43千米。
1958年10月，部分灌渠开始通水，草皮衬砌冲刷流失严重，抗冲能力不能适应设计过水流量要求，其后逐步以柴埽植柳代替草皮衬砌段。1965年，由武威专区水利局技术员左凤章主持提出改建方案，以期解决跃进渠渠道纵坡陡、流速大、冲刷严重、地下水位高、渠岸不稳定等问题。